# LP 3
Az LP 3 a Lady Pank együttes 1986-ban megjelent albuma.
A legtöbb dalt a következő felállásban vették fel (kivételek külön jelezve):
- Janusz Panasewicz – ének
- Jan Borysewicz - gitár, ének
- Edmund Stasiak – gitár
- Paweł Mścisławski – gitár
- Andrzej Dylewski – basszusgitár

## Az album dalai
1. "Made in Homo"
2. "Ludzie z marsa"
3. "Babilon Disko Najt"
4. "Pierwsza linia"

1. "Oh, Luczija!"
2. "Całe życie"
3. "Osobno"
4. "Twój normalny stan"
5. "Nigdy nie za wiele rokendrola"